# Comando Cibernético dos Estados Unidos
O Comando Cibernético dos Estados Unidos (USCYBERCOM) é um comando combatente unificado das forças armadas, subordinado ao Comando Estratégico dos Estados Unidos. Está localizado em Fort Meade no estado de Maryland, e é comandado pelo general Keith B. Alexader. Sua responsabilidade é a de proteger a rede de computadores militar dos Estados Unidos.